# Кишна препелица
Кишна препелица (лат. Coturnix coromandelica) је врста препелице која живи у јужној Азији.
Станишта су јој травњаци, обрађена поља и жбуновита подручја надморске висине 2000-2500 метара. Живи у долини Инда средишње Индије, Пакистана, Индо-гангске равнице и делова полуострва континенталне Индије, на Шри Ланци, затим у Непалу, Бангладешу, Мјанмару и Вијетнаму.

## Изглед
Просечно је дуга 15-16 центиметара. Мужјаци имају распон крила 93-96 милиметара, а женке 90-97 милиметара. Мужјаков реп је дуг 29-32 милиметра, док је женкин дуг 28-31 милиметара. Мужјаци имају црне трагове на грлу, а прса су им смеђкасто-жута с црним пругама.

## Размножавање
Сезона парења траје од марта до октобра, али најчешће након престанка југозападних монсуна у јуну. Гнезда се налазе у усевима или танким травама у удубљењима у тлу, или су пак скривена негде у грмљу (углавном млечика и слично грмље) или трави.
У гнезду се обично налази четири или шест јаја. Некад више од једне женке поставља јаја у исто гнездо. Димензије јаја су 27,4 mm x 20,8 mm, а тежина им је 6.5 грама. Инкубација траје 17-19 дана. Након што се излегну пилићи, мужјак понекад зна постати агресиван. Пилићи остају с родитељима осам месеци након што се излегну.